# Birgir Ármannsson
Birgir Ármannsson (ur. 12 czerwca 1968 w Reykjavíku) – islandzki polityk i prawnik, poseł do Althingu i jego przewodniczący w latach 2021–2024.

## Życiorys
W 1996 ukończył prawo na Uniwersytecie Islandzkim, w 1999 uzyskał uprawnienia zawodowe. W 2000 został absolwentem studiów podyplomowych w King’s College London. Pracował jako dziennikarz w gazecie „Morgunblaðið”, a także w islandzkiej izbie handlowej, m.in. jako zastępca jej dyrektora zarządzającego. Zaangażował się w działalność polityczną w ramach Partii Niepodległości, powoływany do zarządu jej organizacji młodzieżowej SUS i do władz centralnych partii. W 2003 uzyskał po raz pierwszy mandat posła do Althingu. Z powodzeniem ubiegał się o reelekcję w kolejnych wyborach w 2007, 2009, 2013, 2016, 2017 i 2021. W grudniu 2021 wybrany na przewodniczącego islandzkiego parlamentu. Pełnił tę funkcję do końca kadencji w 2024.